# Eublemma albida
Eublemma albida is een vlinder van de familie van de spinneruilen (Erebidae). De wetenschappelijke naam van deze soort is voor het eerst voorgesteld als Anthophila albida door Philogène-Auguste-Joseph Duponchel in een publicatie uit 1843.
De soort komt voor in Spanje, Marokko, Algerije, Libië, de Westelijke Sahara, Mauritanië, Gambia, Turkije, Cyprus en Iran.